# Chodenice

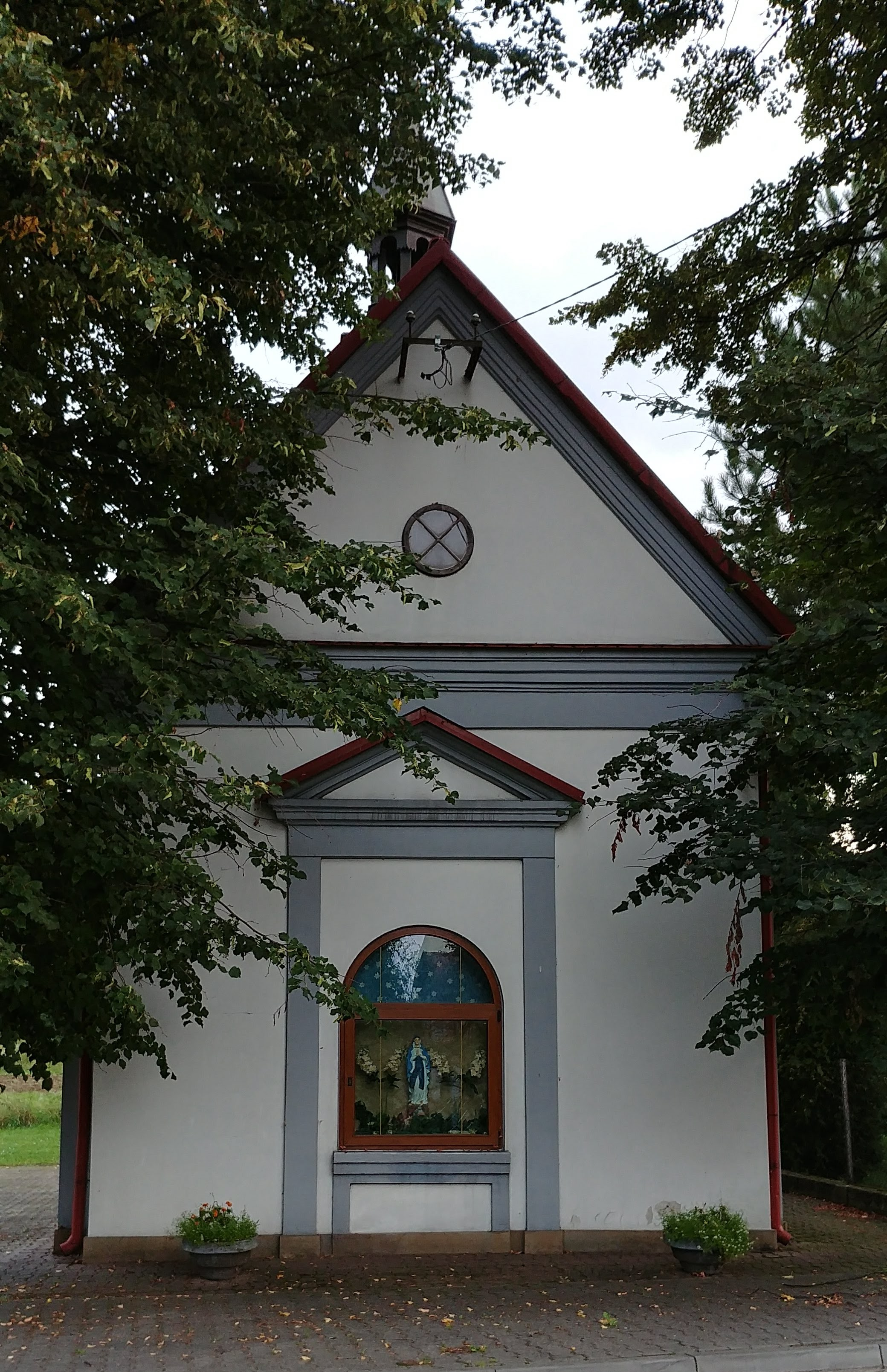
Kaplica NMP z Lourdes

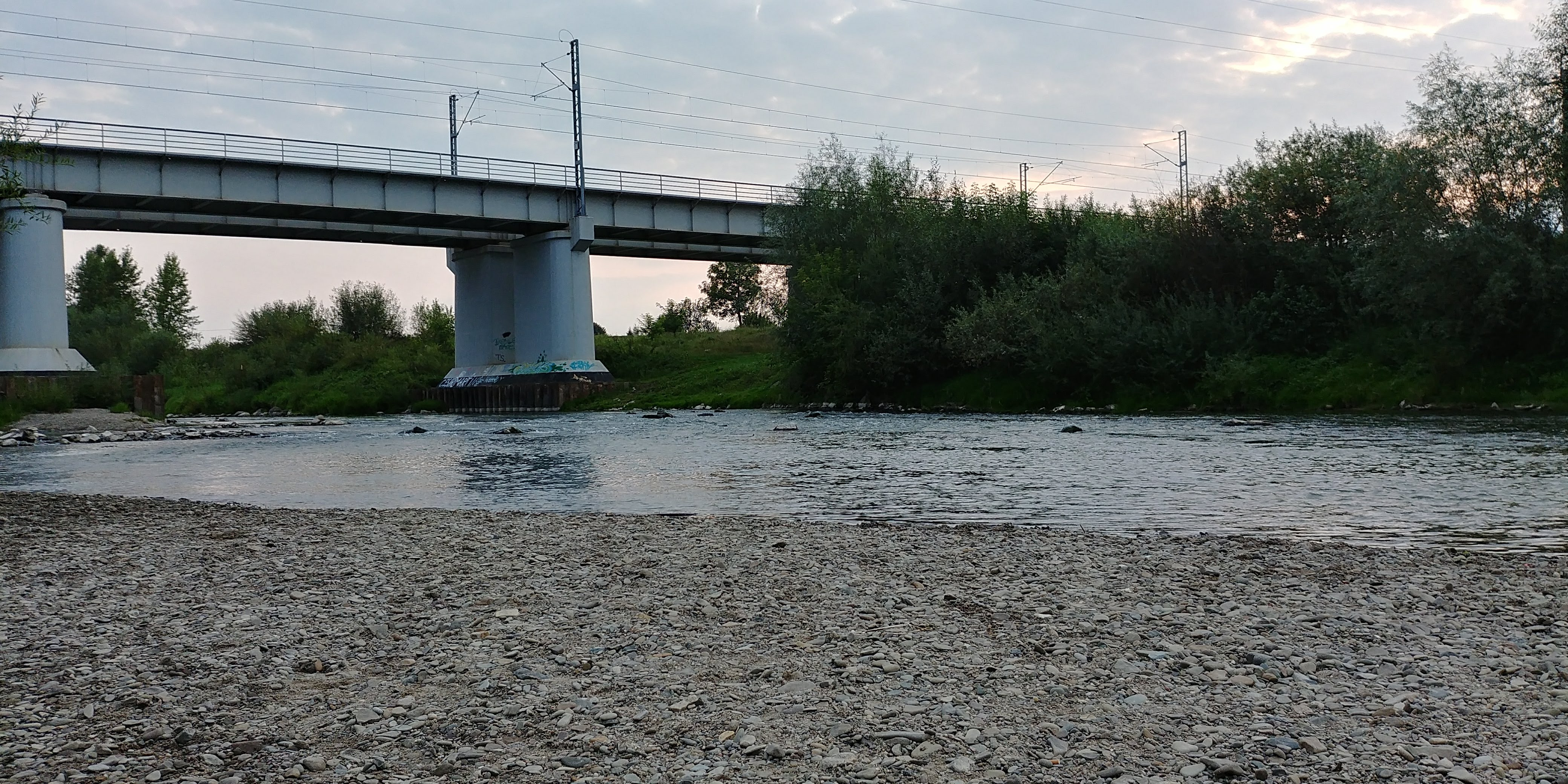
Plaża nad Rabą

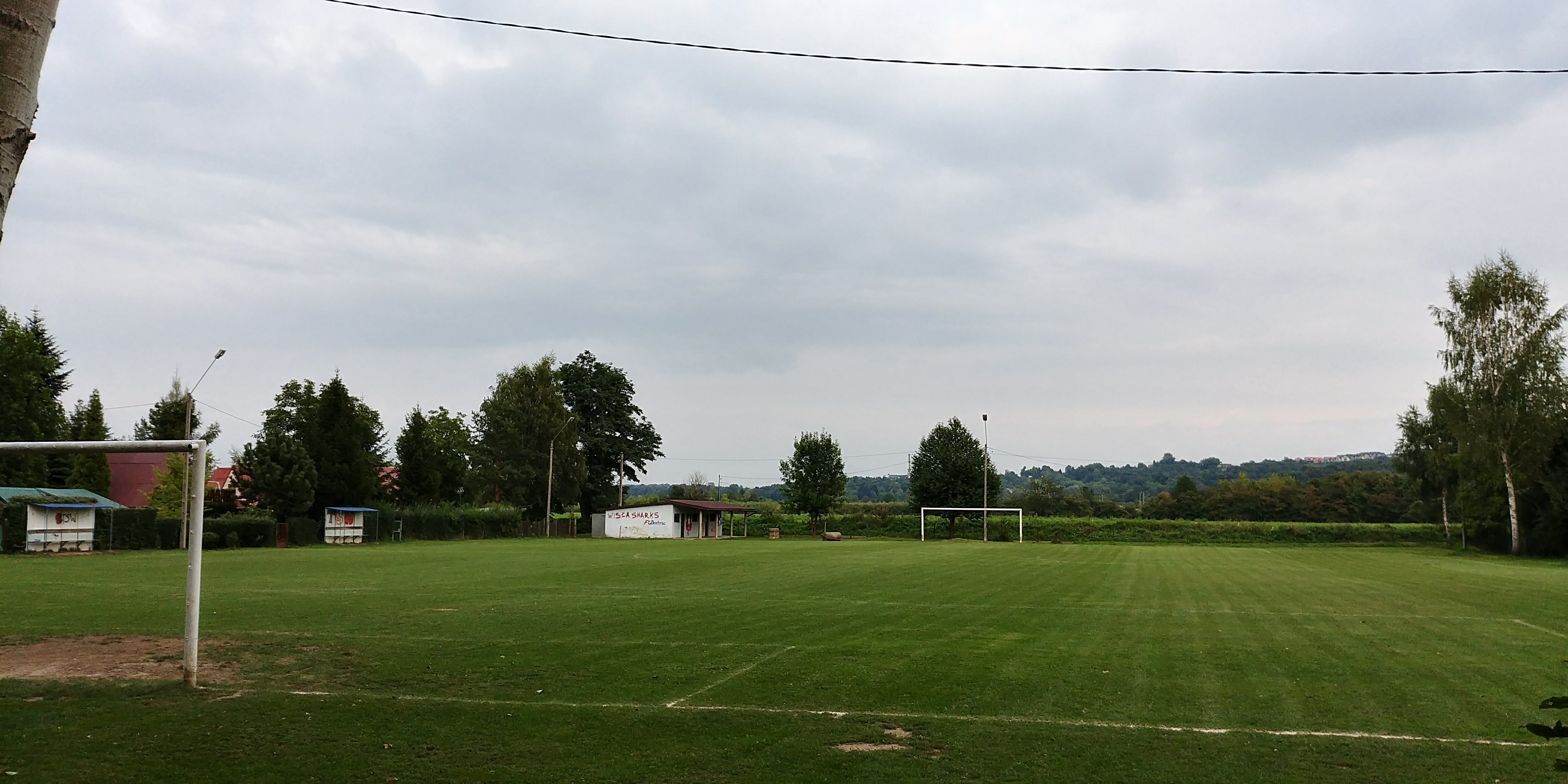
Boisko MOS Strażak Chodenice

Chodenice – osiedle Bochni położone w centralno-zachodniej części miasta. Jest jedną z 14 jednostek pomocniczych Bochni. Do 1973 roku była to osobna wieś.
27 maja 1931 do Chodenic włączono gminę Trynitatis.

## Położenie
Osiedle położone jest w centralno-zachodniej części miasta i sąsiaduje z:
- od północy: osiedlem Proszowskim, Damienicami
- od południa: osiedlem Kolanów, osiedlem Niepodległości, osiedlem Śródmieście-Campi
- od wschodu: osiedlem Słoneczne
- od zachodu: Łapczycą, Cikowicami.

## Historia[6]
Chodenice zostały wspomniane już w akcie lokacyjnym Bochni w 1253 roku, wystawionym przez księcia Bolesława Wstydliwego („Mikołajowi, synowi Volkmara, specjalną łaskę naszą okazać [...] nadaliśmy jemu i jego spadkobiercom na uprawę roli w wieczyste posiadanie pewną część ziemi, zwaną pospolicie oberszar, nad którą jest lokowana wieś Chodenice, wolną od wszelkich czynszów, opłat i danin...”). Kiedyś wiodła tędy, w kierunku przeprawy nad Rabą, droga łącząca Bochnię z Niepołomicami. Wieś Chodzinice będąca własnością Bochni położona była w drugiej połowie XVI wieku w powiecie szczyrzyckim województwa krakowskiego.
Przy ul. Mjr „Bacy” znajduje się obelisk upamiętniający jego śmierć. Jan „Baca” Kaczmarczyk był dowódcą III batalionu „Motyl” 12 pp. Armii Krajowej. Zginął po przypadkowym ujęciu przez oddział policji niemieckiej podczas przeprawy przez Rabę. Został pośmiertnie awansowany do stopnia majora i odznaczony Orderem Virtuti Militari oraz Złotym Krzyżem Zasługi z Mieczami.

## Charakterystyka
Osiedle charakteryzują domy jednorodzinne oraz przydrożne kapliczki i figury (m.in. Najświętszej Maryi Panny z Lourdes, Chrystusa Frasobliwego). Mieszczą się tutaj również ogródki działkowe. Przy brzegu Rabą znajduje się plaża. Nieco dalej mieści się boisko sportowe MOS Strażak Chodenice. Jest tutaj również remiza OSP, a także Miejskie Przedsiębiorstwo Wodociągów i Kanalizacji z zakładem uzdatniania wody.

## Ulice
W skład osiedla wchodzą ulice: Mjr „Bacy”, Brzozowa, Chodenicka, Edwarda Karasia, Karosek, Kręta, Lipie, Lotników Polskich, Solidarności, Tadeusza Popka, Trinitatis, Wąwóz, Mikołaja Volkmara, Wodociągowa, Ks. Józefa Tischnera.

## Turystyka
Przez Chodenice przebiega popularny szlak pieszy i rowerowy biegnący w stronę Puszczy Niepołomickiej. Widzie przez ul. Karosek, Wodociągową, Mjr „Bacy” i most wiszący nad Rabą.

## Ludzie związani z Chodenicami
- Tadeusz Cepak - generał brygady WP, doktor nauk prawnych
- Radomir Jasiński – profesor nauk inżynieryjno-technicznych
- Stefan Kaczmarczyk – podpułkownik piechoty Wojska Polskiego.
- Tadeusz Popek – współzałożyciel Konfederacji Tatrzańskiej

## Komunikacja
Przebiegają tędy linie autobusowe BZK o numerach: 5a i 9 oraz RPK o numerach: 5 i 9.